# Лінія Ватерлоо-енд-Сіті
51°30′47″ пн. ш. 0°05′17″ зх. д. / 51.513056° пн. ш. 0.088056° зх. д.
Лінія Ватерлоо-енд-сіті (англ. Waterloo and city) - лінія Лондонського метрополітену, позначена на схемі зеленувато-блакитним кольором. Діє з 11 серпня 1898 року. Потяги від станції «Ватерлоо» до станції «Бенк-енд-Моньюмент». Обидві станції лінії знаходяться під землею. За станцією знаходиться підземне депо, розраховане на п'ять потягів по чотири вагони у кожному.

## Історія

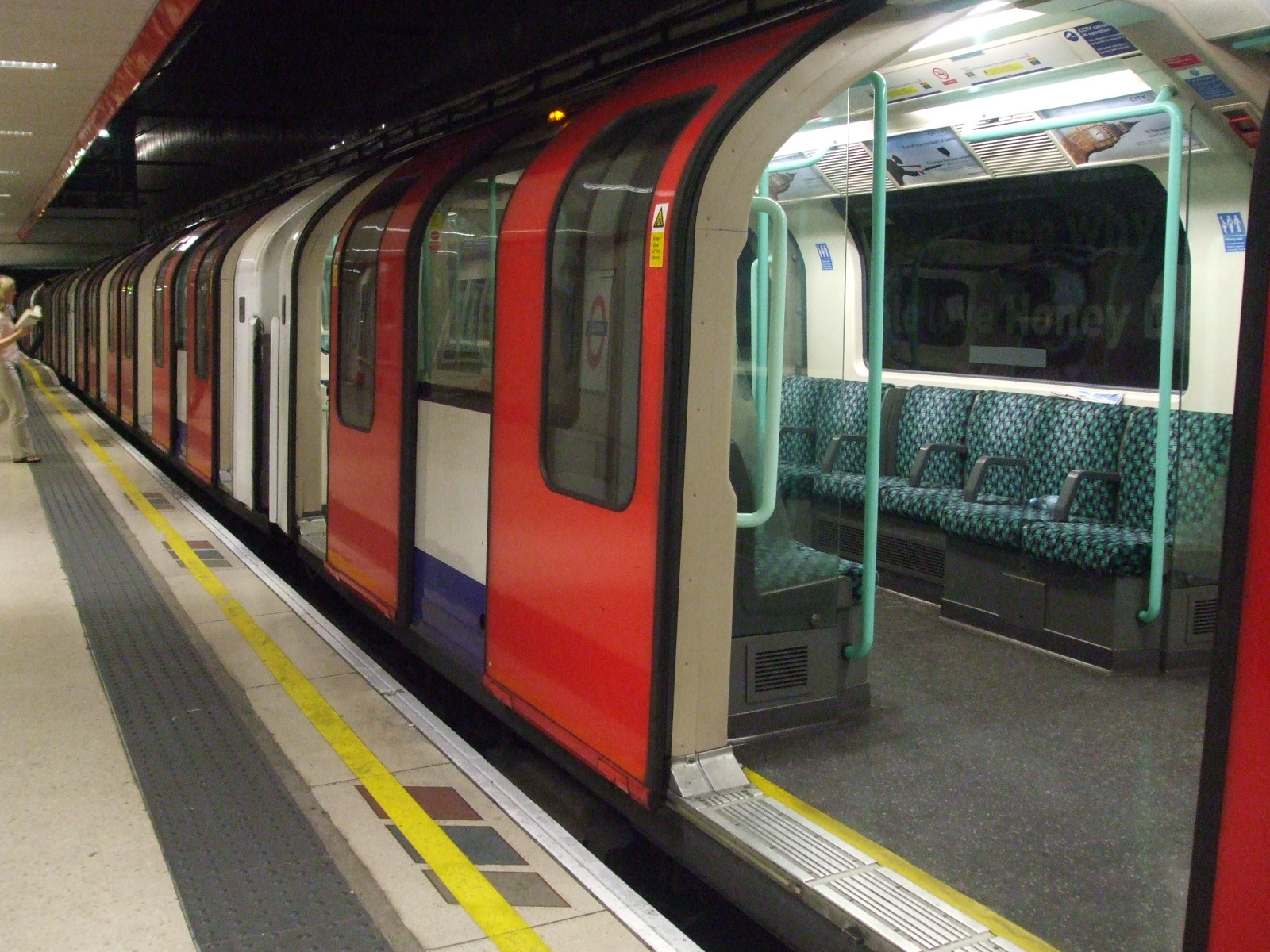
Вагони після реставрації

Лінія була збудована у 1898 році і спочатку це була незалежна "залізниця" Лондона. У 1900-х роках лінію було електрифіковано. Згодом "незалежна залізниця" стала окремою лінією Лондонського метрополітену. Відтоді і до сьогодні це єдина лінія метро в Лондоні, яка повністю знаходиться під землею. Основна функція - розвантаження інших ліній метро по станції Ватерлоо. 
У 1992 році на лінії почали використовувати нові на той час потяги 1992 року виготовляння (1992 stock train). Лише у 2006 році було прийняте рішення закрити лінію на повну реконструкцію. Були повністю замінені рейки, які були покладені в кінці 19 століття, оновили станції та підземні переходи. Також оновлення торкнулося і потягів. Їх реконструювали у залізничному депо "Данкастер".

## Мапа
Лінія починається на у центрі міста ( станція Банк-Монумент ), проходить під Темзою і завершується під найбільшим вокзалом Лондона - Ватерлоо

## Станції
| Станція    | Малюнок | Дата відкриття |
| ---------- | ------- | -------------- |
| «Bank»     |         | 8 серпня 1898  |
| «Waterloo» |         | 8 серпня 1898  |

## Проблеми використання

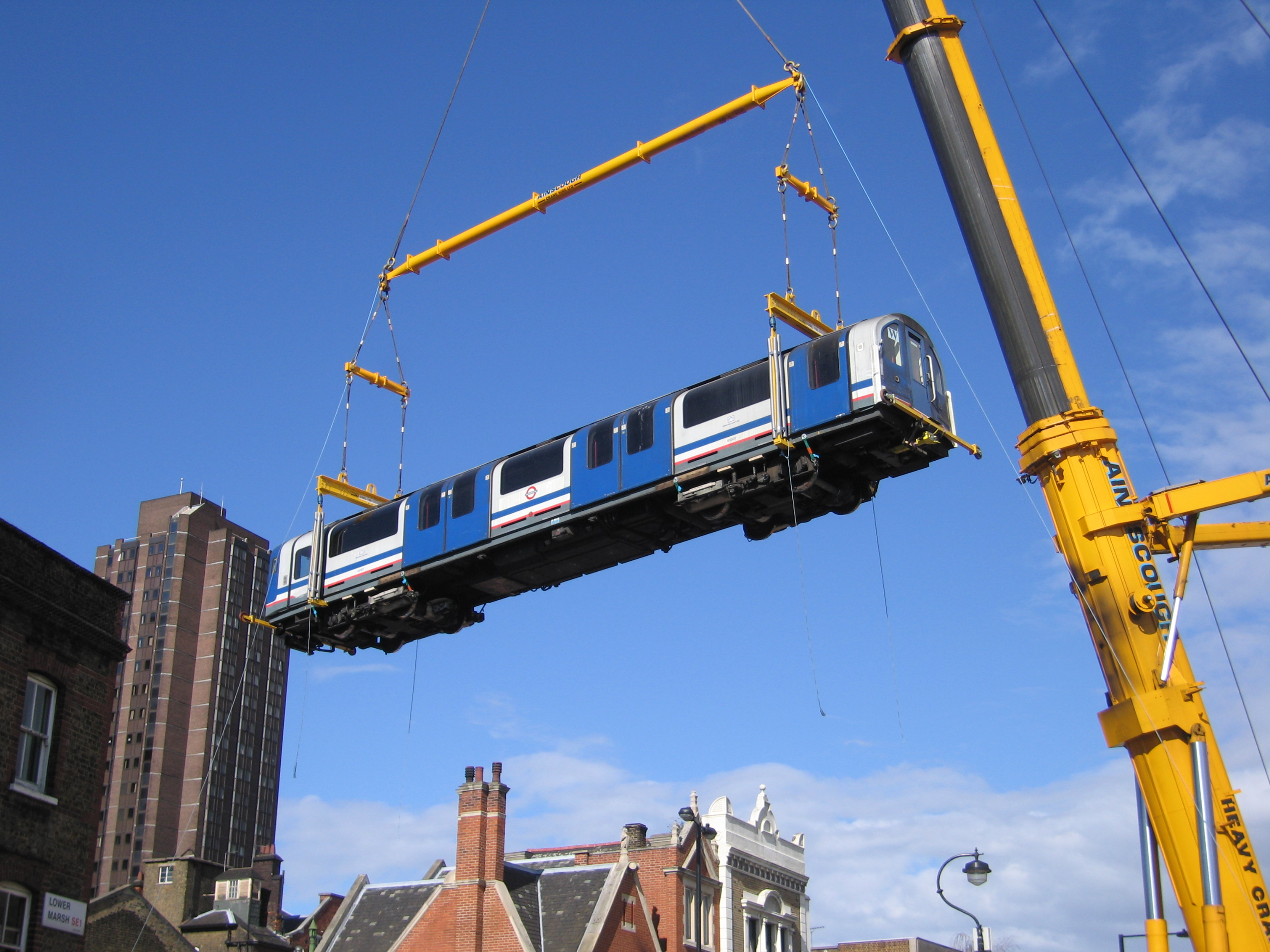
Підйом вагона з тунелю лінії.

Лінія Ватерлоо енд Сіті не зв'язана з іншими лініями метро і не має зв'язку зі звичайною залізницею. Через це лінія є повністю автономною. Проблеми полягають у тому, що щоб дістати потяг з тунелю треба використовувати підіймальний кран. Через спеціальну шахту на станції Ватерлоо краном підіймають кожен вагон окремо, таким чином и лише ним можна дістати потяг з лінії.

## Галерея

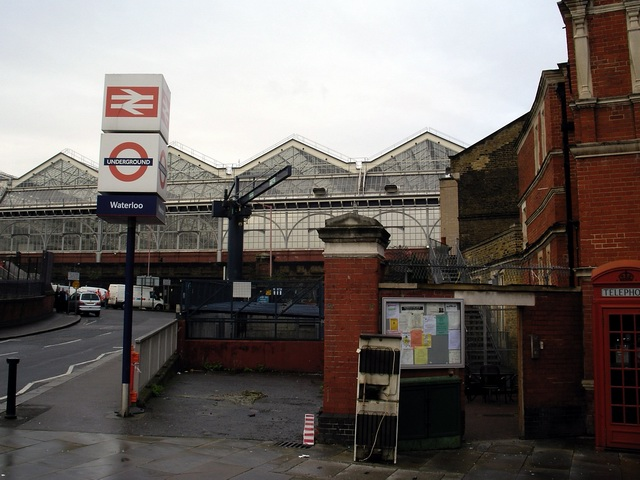
Вхід на станцію "Ватерлоо"
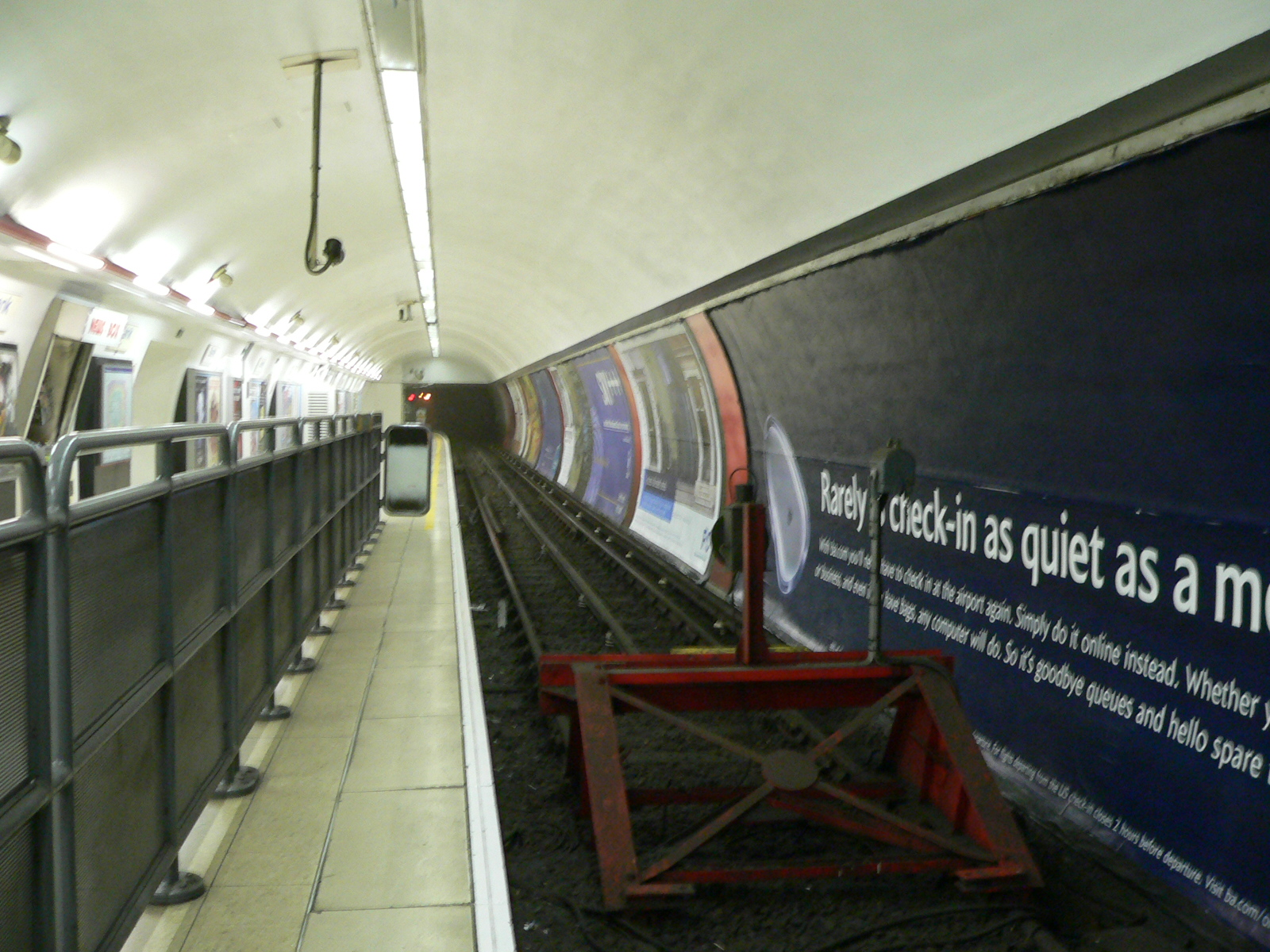
Кінець лінії на станції Bank
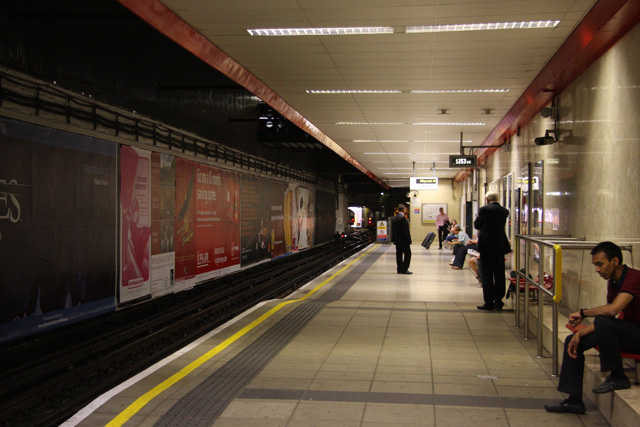
Платформа на станції Ватерлоо